# Quintus Horatius Flaccus
Quintus Horatius Flaccus (Venusia, ma Venosa, Olaszország, Kr. e. 65. december 8. – Róma, Kr. e. 8. november 27.) római költő.

## Élete
Egy dél-itáliai kisvárosban, Venusiában született, apja felszabadított rabszolga. Felszabadítása után apja Rómába költözött, ahol ingatlanközvetítőként tevékenykedett. Az így keresett pénzéből fiát a legjobb tanítókhoz küldte. Kr. e. 45 körül Horatius filozófia tanulmányokat folytat Athénban. Caesar meggyilkolásakor csatlakozik Brutus és társai közé. Részt vett Kr. e. 42-ben a philippi ütközetben, ahonnan elmenekült. A csata után visszatért Rómába, ahol időközben elkobozták házukat és birtokaikat. A szegénység hatására verseket írt (Episztolák 2. 50-52). Később írnokként dolgozott az államkincstárnál.
Először görögül kezdett verselni (Szatírák 1, 10, 31-35), később latinul folytatta. Vergilius támogatásával a híres művészetpártoló, Maecenas, barátjává fogadta Horatiust, és támogatta. Ideje nagy részét Sabinumban, majd később tiburi házában töltötte. Két hónappal támogatója, Maecenas halála után halt meg Rómában. Testét Maecenas mellé temették.

## Művei

Sermones

- Sermones (Beszélgetések)
- Carmina (Versek)
- Epistulae (Levelek) többek között: Thaliarchushoz, Leuconoéhoz, Aristius Fuscushoz, Licinius Murenához és Melpomenéhez
- Ars poetica (Költői hitvallás)
- Carmen saeculare (Százados ének)
- Epodes (Epódoszok)

## Magyarul

### 1849-ig
- Mi a poézis? És ki az igaz poéta? Egy rövid elmélkedés, mellyben a költésnek mivolta, eszközei, tzéllya és tárgya előállíttatnak / Függelék: Horátziusnak Pizóhoz és ennek fiaihoz írtt levele / Költeményes enyelgések; prózaford. Verseghy Ferenc; Landerer Ny., Buda, 1793
- Horátzius poétikája / Ars poetica / Toldalék; prózaford., jegyz. Virág Benedek; Trattner Ny., Pest, 1801
- Horátzius levelei; ford. Kis János, jegyz. Christoph Martin Wieland; Sziesz Ny., Sopron, 1811
- Flakkus Q. Horatius levelei; ford. Virág Benedek; Egyetemi Ny., Buda, 1815
- Epodusok; ford. Virág Benedek; Universitas Ny., Buda, 1817
- Szatírák-ból; ford. Virág Benedek; Universitas Ny., Buda, 1820
- Q. Horatius F. ódái. 5 könyv; ford. Virág Benedek; Universitas Ny., Buda, 1824
- Q. Flaccus Horatiusnak ódái; ford., jegyz. Lassu István; Universitas Ny., Buda, 1829
- Horatius levelei; ford. Kis János, jegyz. Wieland, szöveggond. Kazinczy Ferenc; Magyar Tudós Társaság, Pest, 1833
- Horatius Levele a Pisókhoz a költészetről; ford. Czuczor Gergely; in: Széptani remekírók, 1-2.; Egyetemi Ny., Buda, 1846

### 1850–1919
- Q. Horatius Flaccus értelmezve; ford., jegyz. Szenthmártony József; Jäger Ny., Sárospatak, 1860
- Horácz ódái; ford. Virág Benedek; Lampel, Pest, 1862 (Római remekírók)
- Quintus Horatius Flaccus ódái, 1-2.; ford., jegyz. Vajdafy József; Bucsánszky, Pest, 1863
- Horatius episztolája a Pisokhoz a költészetről; ford. Czuczor Gergely; in: Széptani remekírók; Eggenberger, Bp., 1875
- Horatius Pizókhoz írt levele a költészetről; ford. Fábián Gábor; Réthy Ny., Arad, 1876
- Horác levele a Pizókhoz; ford. Édes Albert; Aigner, Bp., 1876
- Horatius Quintus Flaccus episztolái; ford., jegyz. Csalomjai [Pajor István]; Kék Ny., Balassagyarmat, 1877
- Horácz néhány költeménye magyarul; ford. Kolosy Lajos; Bakos Ny., Jászberény, 1878
- Jámbor Pál: Ó és új világ. 2-3. könyv. Fordítások [Horatius, Vergilius, Victor Hugo]; Tettey, Szabadka, 1882 (Hiador művei)
- Flaccus Horatius satirái; ford. Boros Gábor; Lampel, Bp., 1882
- Horatius Q. Flaccus epistolái; ford. Boros Gábor; Lampel, Bp., 1883
- Horatius Quintus Flaccus levele a két Piso fivérekhez a költészetről; ford., jegyz. Pajor István; Kék Ny., Balassagyarmat, 1883
- Horatius Ódái és epodosai; ford., jegyz. Dávid István; Stampfel, Pozsony, 1884
- Q. Horatius Flaccus satíráinak két könyve; ford., jegyz. Barna Ignác; Athenaeum, Bp., 1884
- Horátz levelei; ford., jegyz. Márki József; Rudnyánszky Ny., Bp., 1884
- Q. Flaccus Horatius válogatott ódái; folyóbeszédben magyarítá Gyurits Antal; Ungár Ny., Szatmár, 1885 (Római remekírók magyar nyelven)
- Q. Flaccus Horatius ódái. Latinul és magyarul; ford. Barna Ignác; Révai, Bp., 1886
- Horátius satirái, 1-2.; ford., jegyz. Rózsa Vitál; Stampfel, Pozsony, 1895–1897
- Q. Horatius Flaccus válogatott ódái és epodosai; prózaford., jegyz. Kárpáti Kelemen; Szele-Breitfeld, Szombathely, 1899
- Horatius Levelei; ford. Paulovits Károly; Lampel, Bp., 1910 (Magyar könyvtár)
- Horatius ódái és epodosai; ford. ifj. Szász Béla; kiad. a Kisfaludy-társaság; Franklin, Bp., 1913

### 1920–1944
- Horatius Qu. Flaccus "Carmina"-i. A gimnázium 8. osztályának anyaga; szójegyzék, szószerinti és magyaros ford. Pongrátz Elemér; Révai Ny., Bp., 1921 (Bangó tanintézet könyvtára)
- Horatius költeményei Csengery János átültetésében, 1-2.; Délmagyarország Ny., Szeged, 1922
- Horatius levele a költészetről; ford. Vietórisz József; Jóba Ny., Nyíregyháza, 1928
- Horatius ódái. I-III. füzet; ford., jegyz. Dankovits Béla; Aczél, Bp., 1930 (Diákkönyvtár)
- Versek; ford. Trencséni József; Radó Ny., Bp., 1935
- Horatius ódái. Praeparatio, fordítás, mythológiai és nyelvtani magyarázatok, 1-3.; ford., jegyz. Dankovits Béla; Aczél, Bp., 1937–1939
- Szemelvények Quintus Flaccus Horatius ódáiból; bilinguis kiad.; ford. Dömötör István; fordítói, Szekszárd, 1939
- Horatius szatírái. 1. füzet. Teljes szószedet, magyarázat és fordítás; készítette Pongrácz Elemér; Aczél, Bp., 1944 (Új tanulók könyvtára)

### 1945–
- Versek; ford. Bede Anna, Novák József; vál., utószó Révay József, jegyz. Földy József; Európa, Bp., 1959 (Világirodalmi kiskönyvtár)
- Opera omnia / Quintus Horatius Flaccus összes versei; szerk., ford., bev., utószó Borzsák István, Devecseri Gábor, jegyz. Szepessy Tibor, Borzsák István; Corvina, Bp., 1961
- Horatius legszebb ódái; ford. Szepesy Gyula; szerzői, Bp., 1984
- Ódák; ford. Arany János et al.; Európa, Bp., 1985 (Lyra mundi)
- Horatius összes művei; ford. Bede Anna; Európa, Bp., 1989
- Quintus Horatius Flaccus legszebb versei; ford. András László et al.; Móra, Bp., 1993 (A világirodalom gyöngyszemei)
- Horatius költeményei. Ódák és epodoszok; ford. Csengery János, szerk., jegyz., utószó Bálint István János; Seneca, Bp., 1997 (Seneca könyvek)
- Ars poetica; ford. Muraközy Gyula; in: Poétikák; jegyz. Osztovits Szabolcs, Unghy-Seress Fanny; Európa, Bp., 2007 (Európa diákkönyvtár)
- Horatius leveleinek első könyve; ford., bev., jegyz. Földiák Vince; ELTE Ókortudományi Intézet, Bp., 2019 (Midas)

## További irodalom
- Horatius levelei (Pest, 1833)
- Módi Mihály: Horatius és Bacchylides (Kolozsvár, 1913) Online
- Quintus Horatius Flaccus összes költeményei (Budapest, 1961)
- Erósz és Ámor (Budapest, 1957)
- Horatius költeményei – Ódák és epodoszok (Budapest, 1997)
- Falus Róbert: Apollón lantja. A görög-római irodalom kistükre. Móra Ferenc Könyvkiadó, Bp. 1982
- Falus Róbert: A római irodalom története, Gondolat, Bp. 1970
- Falus Róbert: Horatius (Budapest, 1958)
- Leffler Sámuel: Római irodalomtörténet – A középiskolák felsőbb osztályai számára és a művelt közönség használatára, Lampel Róbert (Wodianer F. és Fiai) Cs. és Kir. könyvkereskedése, Budapest, 1903, 133–138. o.
- Sebestyén Károly: A római irodalom története – szemelvényekkel magyar írók latin műfordításaiból, Lampel Róbert (Wodianer F. és Fiai) Cs. és Kir. Udvari Könyvkereskedés Kiadása, 1902, 85–92. o.
- Rimóczi-Hamar Márta: Horatius, Vergilius és Maecenas. Barátság és hűség Augustus Rómájában; Akadémiai, Bp., 2000 (Apollo könyvtár)
- Horatius arcai; szerk. Hajdu Péter; Reciti, Bp., 2014
- Római költők a 18-19. századi magyarországi irodalomban. Vergilius, Horatius, Ovidius; szerk. Balogh Piroska, Lengyel Réka; MTA BTK ITI, Bp., 2017
- Lengyel Réka – Tüskés Gábor (szerk.): Vergil, Horaz und Ovid in der ungarischen Literatur 1750–1850, Wien, Praesens Verlag, 2020.
- Tóth Sándor Attila: Carmina Horatiana. Fejezetek a horatiusi óda újkori európai (és magyarországi) interpretációjának, recepciójának s imitációjának történetéből; SZEK JGYF, Szeged, 2017
  - I/1. Közelítés: a politikum viszonyai. Horatius-életrajzok, Augustushoz, Maecenashoz, Vergiliushoz szóló carmenek: interpretáció és recepció a 16-18. századi Európában. Az európai nemzetek latin nyelvű Horatiusai: költői műveltségük (humanitas) háttere; 2017

## Külső hivatkozások
- Horatius a világirodalmi arcképcsarnok oldalán
- Horatius idézetek